# Numico
Numico (Koninklijke Numico N.V., Royal Numico N.V.) (Euronext : NUM), est une entreprise néerlandaise de produits pour bébés cotée à l'Euronext 100. Elle est notamment spécialisée dans le lait et la nutrition pour enfant à fonction médicale.
Depuis juillet 2007, Numico est une filiale du groupe Danone après une offre d'achat de 12,3 milliards d'euros.
Le titre a été retiré de la cote Euronext fin 2007.